# Hans von Ramsay

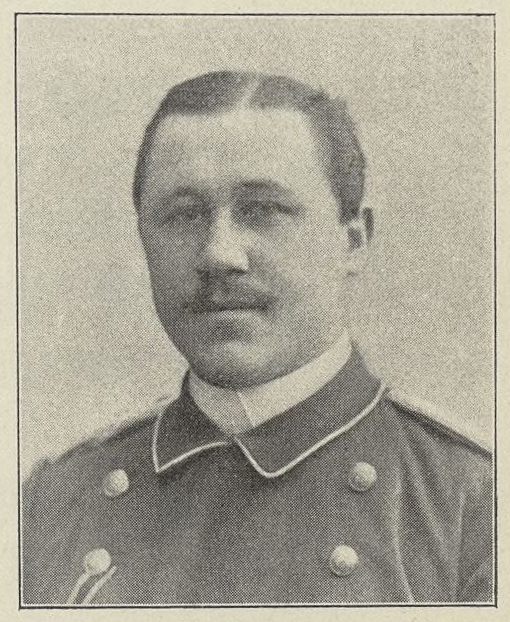
Hans von Ramsay (vor 1900)

Hans Gustav Ferdinand Ramsay, ab 1911 von Ramsay (* 18. Mai 1862 in Tinwalde, Westpreußen; † 14. Januar 1938 in Tanga, Ostafrika) war ein deutscher Offizier und Forschungsreisender.

## Herkunft
Die Familie Ramsay wurde bereits 1372 erwähnt. Die weiteren bürgerlichen Vorfahren lebten größtenteils im westpreußischen Elbing, waren über Generationen dort Bürgermeister. Seine Eltern waren Paul Ramsey (* 1834) und Klara Zornow. Hans (von) Ramsey heiratete 1901 Antonie Clement (* 1875). Um 1912 lebte die Familie in Berlin-Halensee. Das Ehepaar hatte keine Kinder. Antonie von Ramsey lebte als Witwe in Berlin, Schwäbische Straße.

## Laufbahn
Nach dem Abitur am Gymnasium in Königsberg i. Pr. schlug Ramsay die militärische Laufbahn ein und wurde 1882 Sekondeleutnant im Fußartillerie-Regiment Nr. 11 in Thorn. 1891 wurde er zur Dienstleistung beim Auswärtigen Amt kommandiert und dann in die Schutztruppe für Deutsch-Ostafrika eingereiht. 1893 wurde er zum Premierleutnant befördert, 1899 unter Stellung à la suite der Schutztruppe wieder zur Dienstleistung beim Auswärtigen Amt kommandiert. 1900 wurde er mit der gesetzlichen Pension und der Erlaubnis zum Tragen der bisherigen Uniform verabschiedet.

## Tätigkeit in den Kolonien
Ramsay sammelte seine ersten Erfahrungen in Deutsch-Ostafrika. 1886, noch vor seiner Versetzung zur dortigen Schutztruppe, begleitete er die Gebrüder Denhardt nach Lamu und ins Wituland. Ab Februar 1889 war er Offizier der sogenannten Wissmanntruppe. 1890 war er Stationschef in Bagamoyo, ab April 1891 Bezirksamtmann in Lindi. Nach seiner Versetzung nach Kamerun wurde Ramsay 1892 als Nachfolger Karl von Gravenreuths Leiter der Kamerun-Nordexpedition. Aus finanziellen Rücksichten wurde sein Engagement in Kamerun im August 1892 nicht verlängert. Ramsay wechselte deshalb 1893 wieder nach Ostafrika und wirkte 1893 als Stationschef in Kisaki, 1894 in Iringa und Ulanga, 1895 in Lindi und ab Mai 1896 als Leiter der von ihm gegründeten Station Udjidji, dem ersten deutschen Stützpunkt am Tanganjikasee. Hier entstanden 1896–1898 zahlreiche kartographische Aufnahmen des Seengebiets, für deren Bearbeitung er 1898/99 wieder zur Dienstleistung beim Auswärtigen Amt nach Berlin berufen wurde.
Nach seinem Ausscheiden aus dem aktiven Militärdienst (1900) nahm Ramsay eine Stellung bei der Gesellschaft Nordwest-Kamerun (GNK) an, für die er 1901–1903 als Generalbevollmächtigter die Geschäfte in Kamerun leitete. Zur Erforschung und Kartierung der Konzession unternahm er mehrere Expeditionen durch das Gebiet zwischen Crossfluß und Adamawa. Unter anderem soll er bei dieser Gelegenheit im Juli 1902 als erster Europäer die Chefferie Bamum besucht haben. 1906/07 fertigte er gleichfalls Kartenaufnahmen des Gebiets der Gesellschaft Süd-Kamerun (GSK) zur Festlegung der Grenzen des Konzessionsgebiets.

## Wissenschaftliche Arbeit
Nach seiner abermaligen Rückkehr nach Deutschland wurde Ramsay 1907 Dozent für Landeskunde Kameruns und Togos am Seminar für Orientalische Sprachen der Universität Berlin, begann zugleich ein Jurastudium und legte 1910 das Referendarexamen ab. 1912–1913 hielt er sich als Oberleiter der Grenzexpedition in Kamerun (neue Ostgrenze) noch einmal in Kamerun auf. Nach dem Ersten Weltkrieg war Ramsay überwiegend publizistisch und wissenschaftlich tätig, unter anderem als Redakteur der Mitteilungen aus den Deutschen Schutzgebieten und Schriftleiter der Deutschen Kolonialzeitung. Daneben lehrte er als ab Sommersemester 1925 wieder als nebenamtlicher, außerplanmäßiger Dozent am Seminar für Orientalische Sprachen und war Mitglied der Sachverständigenkommission des Berliner Museums für Völkerkunde. Im September 1937 unternahm er noch einmal eine Studienreise nach Ostafrika, von der er nicht mehr zurückkehrte. Er starb in Tanga und wurde dort beigesetzt.

## Auszeichnungen
Ramsay war Träger der silbernen Gustav-Nachtigal-Medaille der Gesellschaft für Erdkunde in Berlin (1898). Am 24. Mai 1911 wurde er in den preußischen Adelsstand erhoben, Neues Palais/Potsdam. 1927 verlieh ihm das Corps Saxonia Göttingen den Bierzipfel. Er war seit 1922 Mitglied der Berliner Freimaurerloge Zur Treue. 1925 erhielt er die Silberne Leibniz-Medaille.

## Eigene Veröffentlichungen (Auswahl)
- Bericht des Leiters der Südkamerun-Hinterlandsexpedition H. Ramsay über seine Reise von den Ediäfällen nach dem Dibamba (Lungasi), in: Mitteilungen von Forschungsreisenden und Gelehrten aus den deutschen Schutzgebieten 6 (1893), S. 281–286.
- Expedition des Generalbevollmächtigten der Gesellschaft Nordwest-Kamerun, in: Deutsches Kolonialblatt. 12 (1901), S. 234–238.
- Hauptmann Ramsay über seine neueste Reise im Gebiet der Nordwestkamerun-Gesellschaft, In: Deutsches Kolonialblatt. 13 (1902), S. 607 f.
- Nssanakang, in: Globus 85 (1904), S. 197–202.
- Das deutsche Kongo-Ufer an der Ssanga-Mündung, in: Die Grenzgebiete Kameruns im Süden und Osten, Berlin 1914, S. 95–98.
- Der Ubangi-Zipfel, in: Die Grenzgebiete Kameruns im Süden und Osten, Berlin 1914, S. 110–114.
- Die neue deutsch-französische Kamerun-Grenze. In: Alfred Merz (Hrsg.): Zeitschrift der Gesellschaft für Erdkunde zu Berlin (ZGFE), Heft 7, 1914. D. Reimer, Berlin 1914, S. 546–561.